# Powiat dobrodzieński
Powiat dobrodzieński – dawny polski powiat z siedzibą w Dobrodzieniu, istniejący w latach 1946–1950 na terenie obecnych powiatów: oleskiego (woj. opolskie) i lublinieckiego (woj. śląskie).
Był to powiat niesamodzielny, administrowany z Lublińca w powiecie lublinieckim.

## Kontekst historyczny
Powiat dobrodzieński był odzwierciedleniem istniejącego w Niemczech w latach 1927–1941 powiatu Guttentag.

## Historia
Po zakończeniu II wojny światowej Polsce przypadł niemiecki powiat Loben, obejmujący okupowany przez Niemców podczas wojny polski powiat lubliniecki wraz z włączonym do niego w 1941 roku niemieckim powiatem Guttentag. Ponieważ w świetle dekretu Polskiego Komitetu Wyzwolenia Narodowego z dnia 21 sierpnia 1944 wszelkie zmiany administracyjne wprowadzone przez okupanta podczas wojny winny zostać uchylone, władze polskie były zobowiązane usankcjonować prawnie włączenie powiatu Guttentag (dobrodzieńskiego), obejmującego jedno miasto i 28 gmin jednostkowych, do powiatu lublinieckiego. Doszło do tego 31 marca 1945, na mocy Rozporządzenia Wojewody Śląsko-Dąbrowskiego z dnia 21 marca 1945. 1 grudnia 1945 obszar zniesionego powiatu dobrodzieńskiego podzielono na jedno miasto (Dobrodzień) i cztery gminy zbiorowe: Ciasna, Łagiewniki Małe, Sieraków i Szemrowice – w składzie powiatu lublinieckiego.
W czerwcu 1946 roku ukazało się Rozporządzenie Rady Ministrów, sankcjonujące odrębność powiatu dobrodzieńskieo względem powiatu lublinieckiego, a według którego powiat dobrodzieński – jako składowa Ziem Odzyskanych – został włączony do województwa śląskiego.
Powiat dobrodzieński zniesiono ostatecznie 1 stycznia 1951, włączając go formalnie do powiatu lublinieckiego w województwie katowickim.

## Podział administracyjny
Obszar powiatu dobrodzieńskiego objął 28 jednostek – 1 miasto i 27 gmin jednostkowych:

- miasto Dobrodzień (Guttentag)
- gminy jednostkowe:
  - Zwóz (Ahndorf)
  - Myślina (Bachheiden)
  - Sieraków (Breitenmarkt)
  - Klekotna (Charlottental)
  - Główczyce (Eichwege)
  - Ligota Dobrodzieńska (Ellguth-Guttentag)
  - Bziniec Stary (Erzweiler)
  - Skrzydłowiec (Flügeldorf)
  - Gosławice (Goselgrund)
  - Dzielna (Grenzingen)
  - Łagiewniki Małe (Hedwigsruh)
  - Koszwice (Heidehammer)
  - Panoszów (Hegersfelde)
  - Kolejka (Heine)
  - Turza (Iltenau)
  - Jeżowa (Kreuzenfeld)
  - Makowczyce (Mohntal)
  - Rzędowice (Muehlerital)
  - Gwoździany (Nagelschmieden)
  - Zborowskie (Ostenwalde)
  - Szemrowice (Raunen)
  - Ciasna (Teichwalde)
  - Molna (Waldwiesen)
  - Warłów (Wiesenau)
  - Fludry (Wildfurt)
  - Bziniec Nowy (Wilhelmshorst)
  - Wędzina (Windeck)

1 grudnia 1945 gminy jednostkowe weszły w skład czterech nowych gmin zbiorowych:
- Ciasna – Ciasna, Jeżowa, Molna i Zborowskie;
- Łagiewniki Małe – Bzinica Nowa, Bzinica Stara, Dzielna, Główczyce, Gosławice, Gwoździany, Kolejka, Koszwice, Łagiewniki Małe, Pludry, Skrzydłowice i Zwóz;
- Sieraków – Klekotna, Panoszów, Sieraków i Wędzina;
- Szemrowice – Ligota Dobrodzieńska, Makowczyce, Myślina, Rzędowice, Szemrowice, Turza i Warłów.